# Prévelles
Prévelles település Franciaországban, Sarthe megyében. Lakosainak száma 193 fő (2022. január 1.). Prévelles Bonnétable, Tuffé Val de la Chéronne, La Chapelle-Saint-Rémy, Saint-Célerin és Saint-Denis-des-Coudrais községekkel határos.

## Népesség
A település népességének változása:
| Lakosok száma | 232  | 218  | 221  | 218  | 213  | 208  | 203  | 197  | 193  |
|               | 2013 | 2015 | 2016 | 2017 | 2018 | 2019 | 2020 | 2021 | 2022 |